# Agastache palmeri
Agastache palmeri là một loài thực vật có hoa trong họ Hoa môi. Loài này được (B.L.Rob.) Standl. mô tả khoa học đầu tiên năm 1937.